# Paweł (Apostolidis)
Paweł, imię świeckie Aleksandros Apostolidis (ur. 1963 w Weroea) – duchowny Greckiego Kościoła Prawosławnego, od 2005 metropolita Dramy.

## Życiorys
Święcenia diakonatu przyjął w 1983, a prezbiteratu w 1988. Chirotonię biskupią otrzymał 9 października 2005.